# Транспорт Європи
Транспорт Європи передбачає потреби у перевезеннях понад 700 мільйонів людей та пов'язані з ними вантажі. Політична географія Європи ділить континент на більш ніж 50 суверенних держав і територій. Ця роздробленість, поряд з посиленням руху людей з промислової революції, призвела до високого рівня співпраці між європейськими країнами у розвитку та підтримці транспортних мереж. Наднаціональні та міжурядові організації, такі як Європейський Союз (ЄС), Рада Європи і Організація з безпеки і співробітництва в Європі призвели до розвитку міжнародних відносин стандарти і угод, які дозволяють людям і вантажам перетнути кордони Європи, з унікальними рівнями свободи і легкості.
Дорожній, залізничний, повітряний і водний транспорт є поширеними і важливими в Європі. Європа була місцем розташування перших у світі залізниць і автомагістралей і тепер є місцем розташування деяких із найбільш завантажених у світі портів і аеропортів. Шенгенська зона дає можливість безперешкодно подорожувати між 26 країнами Європи. Вантажні перевезення мають високий рівень сумісності [інтермодальні вантажні перевезення], а Європейська економічна зона дозволяє вільний рух товарів між 30 країнами.
Огляд критичних факторів успіху для реалізації проектів транспортної інфраструктури в Європі наведено у статті.

## Залізничний транспорт

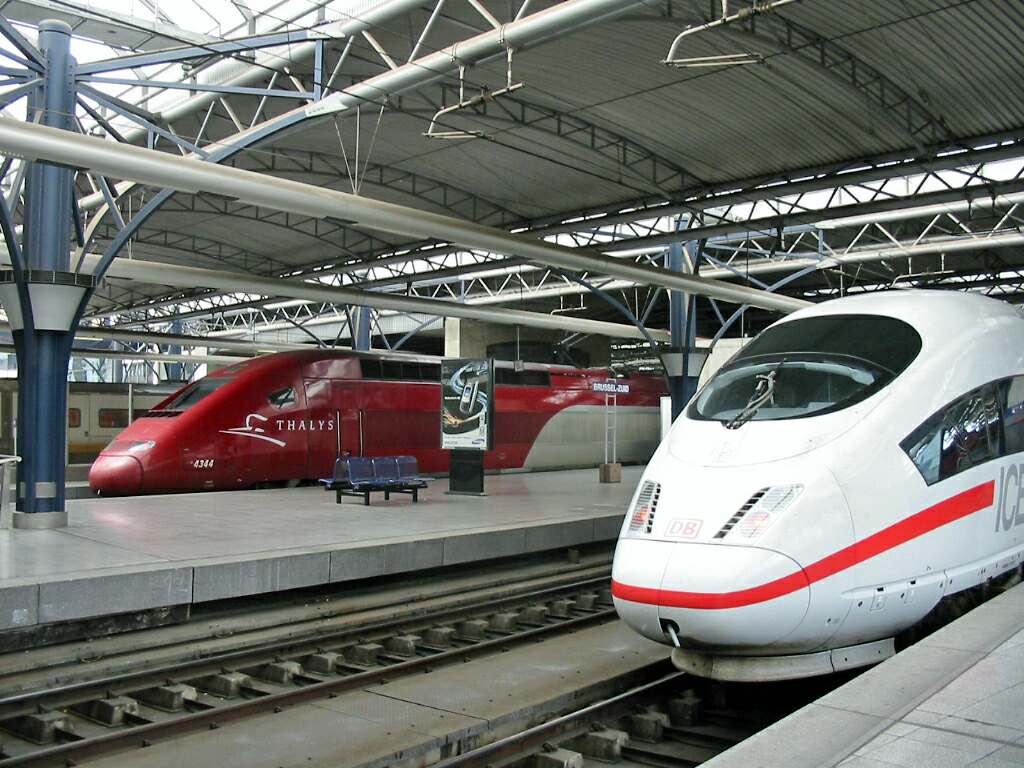
A Німецька ICE 3, французька Thalys і французька-британська Eurostar на [[залізнична станція Південний Брюссель] ]].

Історія залізничного транспорту почалась в Англії на початку 19 століття з винаходом парового двигуна. Сучасна європейська залізнична мережа охоплює весь континент і забезпечує рух пасажирів і вантажів. Існують значні швидкісні залізничні пасажирські мережі, такі як TGV у Франції і AVE в Іспанії. Євротунель з'єднує Велику Британію з Францією, Бельгією і тим самим всю європейську залізничну систему, і називається одним із семи чудес сучасного світу.
У Європі використовуються різні методи електрифікації залізниць, хоча існує також багато неелектрифікованих залізниць. Європейська колія широко поширена у Центральній та Західній Європі, тоді як російська колія переважає в частині Східної Європи, на Піренейському півострові і на острові Ірландія використовують піренейську колію і ірландську колію відповідно. Європейська система управління залізничним рухом є ініціативою ЄС для створення загальноєвропейського стандарту для сигналізації поїздів.
Залізнична інфраструктура, вантажні перевезення та пасажирські послуги надаються поєднанням місцевих та національних урядів та приватних компаній. Оформлення квитків на пасажирів варіюється від країни до країни, а сервіс для обслуговування. Eurail — це залізничний проїзний для 18 європейських країн; вона доступна лише для осіб, які не проживають у Європі, Марокко, Алжирі та Тунісі. Interrail пропуски дозволяють багаторазові поїздки по Європі для людей, що живуть в Європі та навколишніх країнах.

### Метрополітен

Географічна карта служби Лондонського метрополітену.

Багато міст [Європи у містах Європи] по всій Європі мають метрополітен, яку зазвичай називають метро, яка фактично є електричною залізницею. Перша в світі підземна залізниця Metropolitan Railway, була відкрита в Лондоні в 1863 році. В даний час вона є частиною Лондонського метрополітену, що є частиною  транспортної системи Лондона. Інші європейські міста зі метрополітеном:  Париж,  Прага і Копенгаген.

## Автомобільний транспорт

Європейські транспортни коридори

У Західній Європі порівняно невеликі відстані стимулювали розвиток автомобільного транспорту, який грає головну роль в перевезеннях пасажирів і вантажів. У Східній Європі в перевезеннях вантажів як і раніше лідирують залізниці, але при цьому постійно зростає значення автомобільного транспорту.
Лідером автомобільних перевезень в Європі є Польща, її парк налічує понад 150 тис. автомобілів.

## Повітряний транспорт

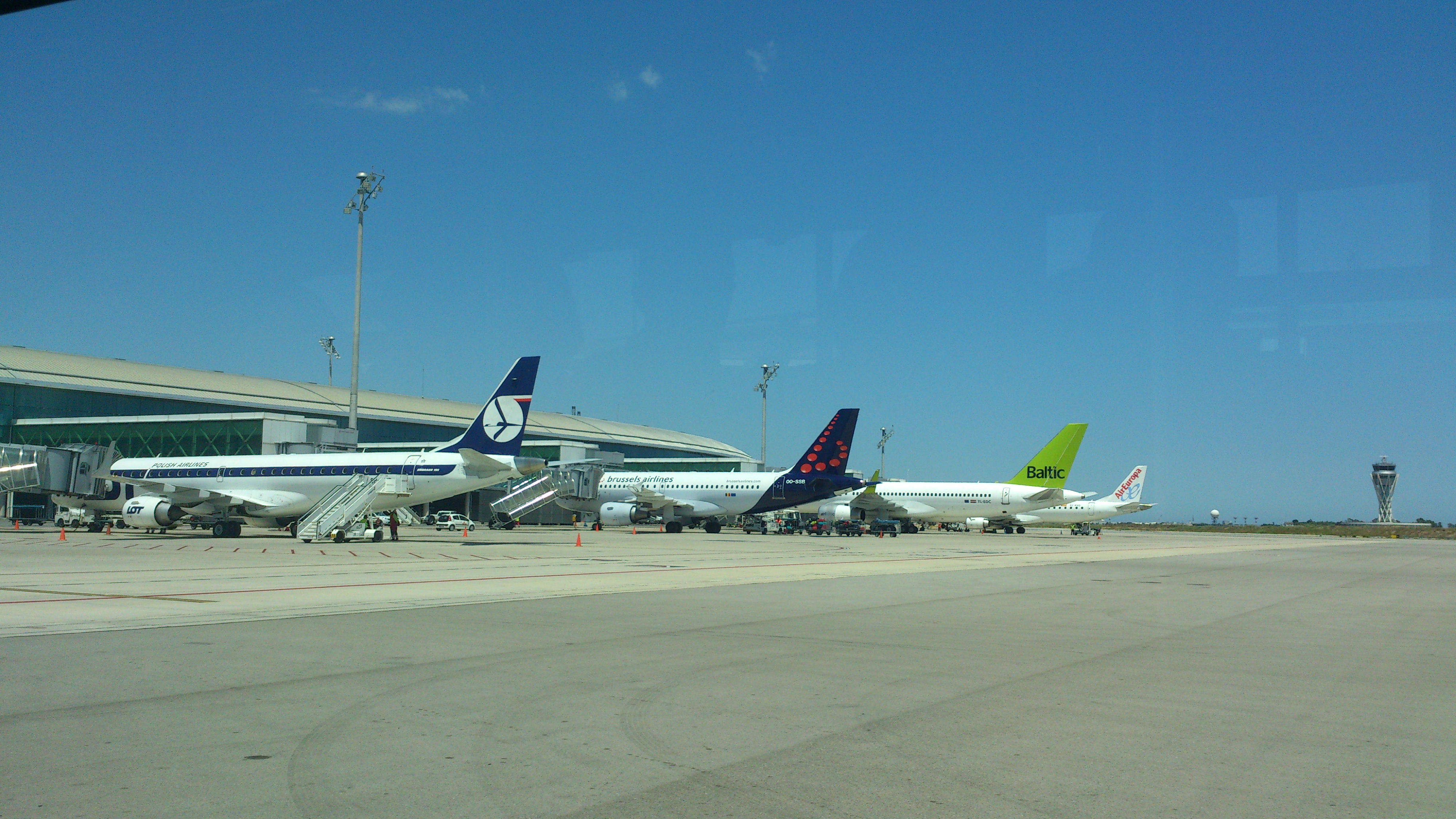
Літаки LOT, Brussels Airlines, airBaltic та Air Europa у аеропорті Барселони.

Незважаючи на розгалужену дорожню та залізничну мережу, 43 % міжнародних поїздок в межах ЄС здійснювались у 2013 році авіаційним транспортом. Авіаційне сполучення особливо важливо для периферійних держав, таких як Іспанія і Греція та острівних держав як [Мальта] і Кіпр, де переважна більшість пунктів перетину кордону здійснюються по повітрю. Велика туристична галузь також приваблює багатьох відвідувачів до Європи, більшість з яких прибуває до одного з багатьох великих міжнародних аеропортів Європи — головні центри (хаби) включають Лондон-Хітроу, Стамбулі — Ататюрк,  Париж — Шарль де Голль, Франкфурт і Амстердам — Схіпгол. Поява лоукостерів в останні роки [коли?] призвело до значного збільшення авіатранспорту в Європі. Повітряні перевезення тепер часто найдешевший спосіб подорожувати між містами. Це збільшення повітряних перевезень призвело до проблем переповненості повітряного простору та екологічних проблем. Єдине небо Європи — це одна ініціатива, спрямована на вирішення цих проблем.
В межах Європейського Союзу повна свобода повітря і найширші у світі угоди каботажу дозволяють лоукостерам вільно працювати по всьому ЄС. Дешеві перельоти спонукаються тенденцією регіональних аеропортів стягувати низькі збори, виставляти себе на ринок як сервіси великих міст хоча вони знаходяться досить далеко від них. Ryanair цим особливо відзначається, оскільки він в основному вилітає з регіональних аеропортів на відстані до 150 кілометрів від міст, для яких вони, як кажуть, служать. Первинним прикладом цього є політ Веце — Стокгольм-Скавста, де Веце в основному обслуговує Неймеген / Клеве, а Скавста обслуговує Ничепінг / Укселесунд. Однак Ryanair продає цей рейс як Дюссельдорф — Стокгольм, які знаходяться на відстані 80-90 кілометрів від цих аеропортів, що призводить до того, що пасажири вимушені витрачати чотири годин у наземному транспорті, щоб дістатися до аеропорту та з нього.

## Водний транспорт

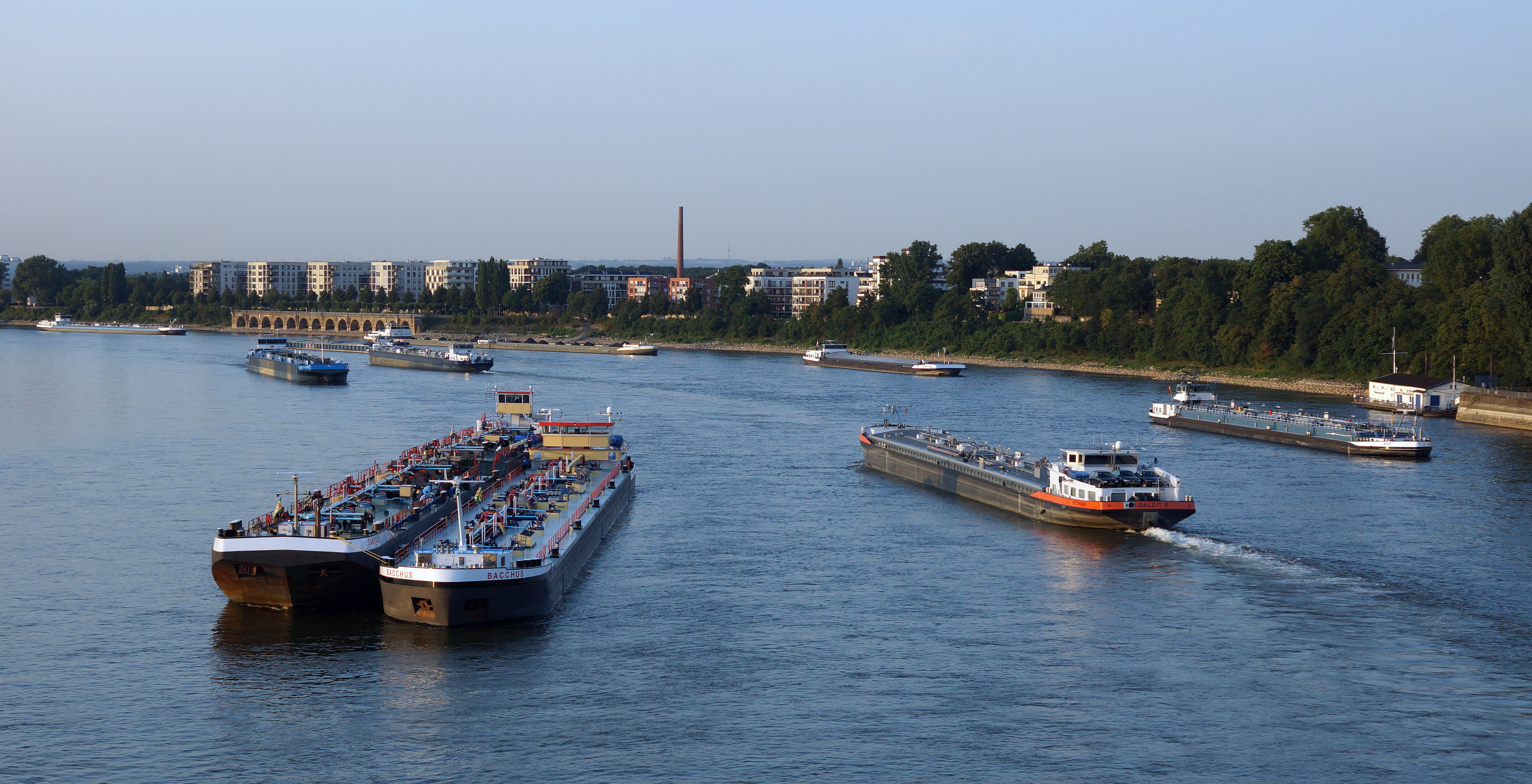
Кораблі на Рейні у Кельні.

Порт Роттердама у Нідерландах є найбільшим портом у Європі і одним з найбільш зайнятих портів у світі, що обробляв близько 440 млн тонн вантажів у 2013 році. Якщо з'єднати його з промисловою зоною Європорт, то Роттердам за певними вимірами може бути найзавантаженішим портом світу. Дві третини судноплавства внутрішніх водних перевезень у межах  ЄС та 40 % контейнерів проходять через Нідерланди. Інші великі порти — це Порт Гамбурга в Німеччині і Порт Антверпена у Бельгії. Всі вони є частиною так званого «Північного діапазону».
Ла-Манш є одним з найнадійніших морських шляхів у світі, що перевозить понад 400 кораблів на день між портами Європи у Північного і Балтійського моря та рештою світу.
Морський транспорт є важливою частиною як у перевезені вантажів, так й у енергопостачанні Європи. Європа — це одне з найбільших у світі пунктів розвантаження нафтових танкерів. Енергія також постачається до Європи морем у вигляді зрідженого природного газу. Термінал ЗПГ Соуз Хук на заході Уельсу є найбільшим в Європі ЗПГ-терміналом.